# DCF77

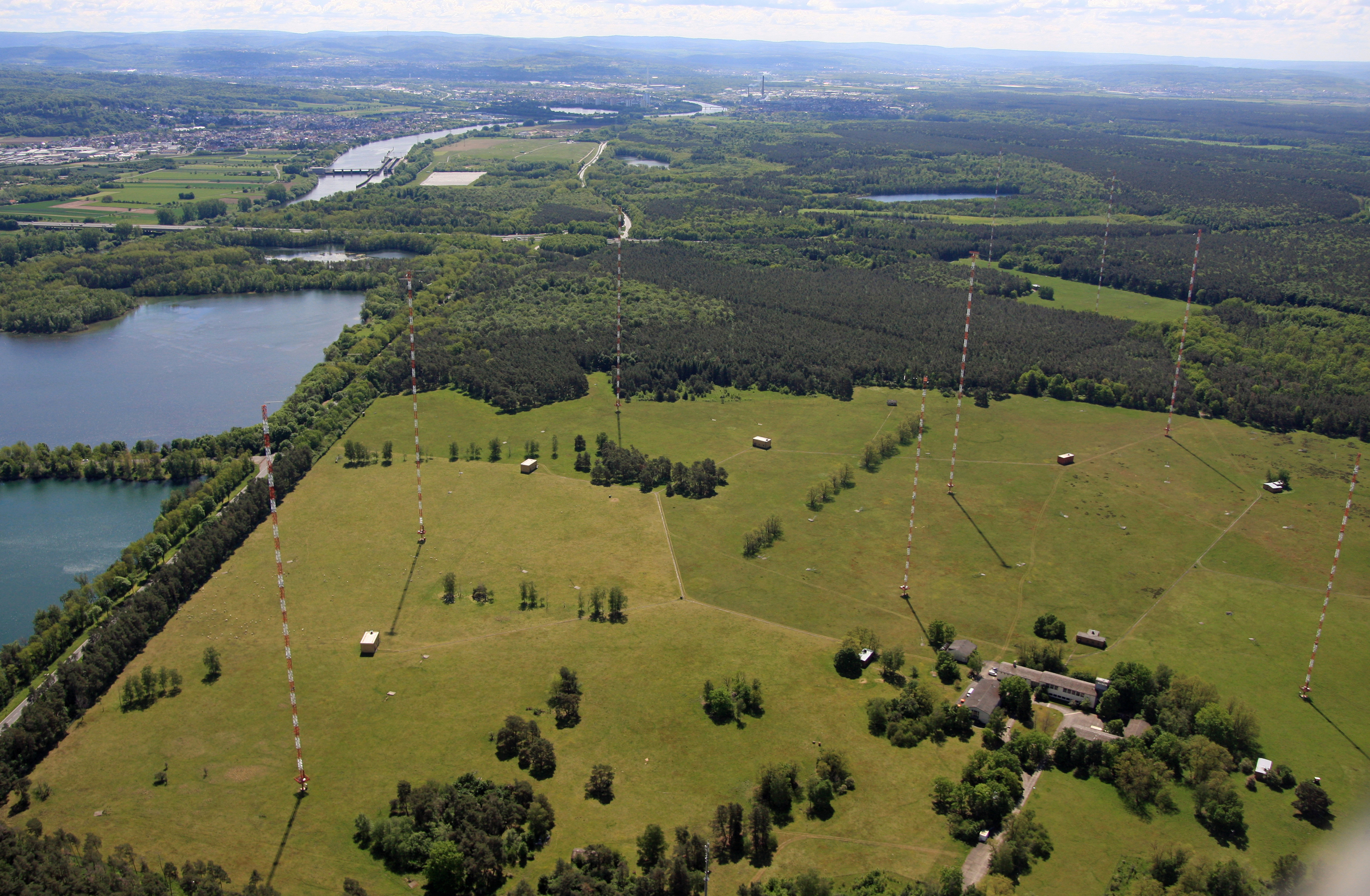
La radioestación DCF77 en Mainflingen

DCF77 es una estación de radio alemana operada por Media Broadcast GmbH, que emite en onda larga, utilizada por el instituto nacional de metrología alemán, PTB, para emitir una frecuencia patrón y la señal horaria utilizada en Alemania para difundir la hora legal, y en el área de cobertura de Europa, como señal de referencia horaria. El transmisor DCF77 está situado en la estación de radio de Mainflingen, en el municipio de Mainhausen, aproximadamente a 25 km al sudeste de Fráncfort del Meno. DCF77 lleva dando servicio como estación de frecuencia patrón desde 1959; la información de fecha y hora se añadió en 1973.

## Instalaciones

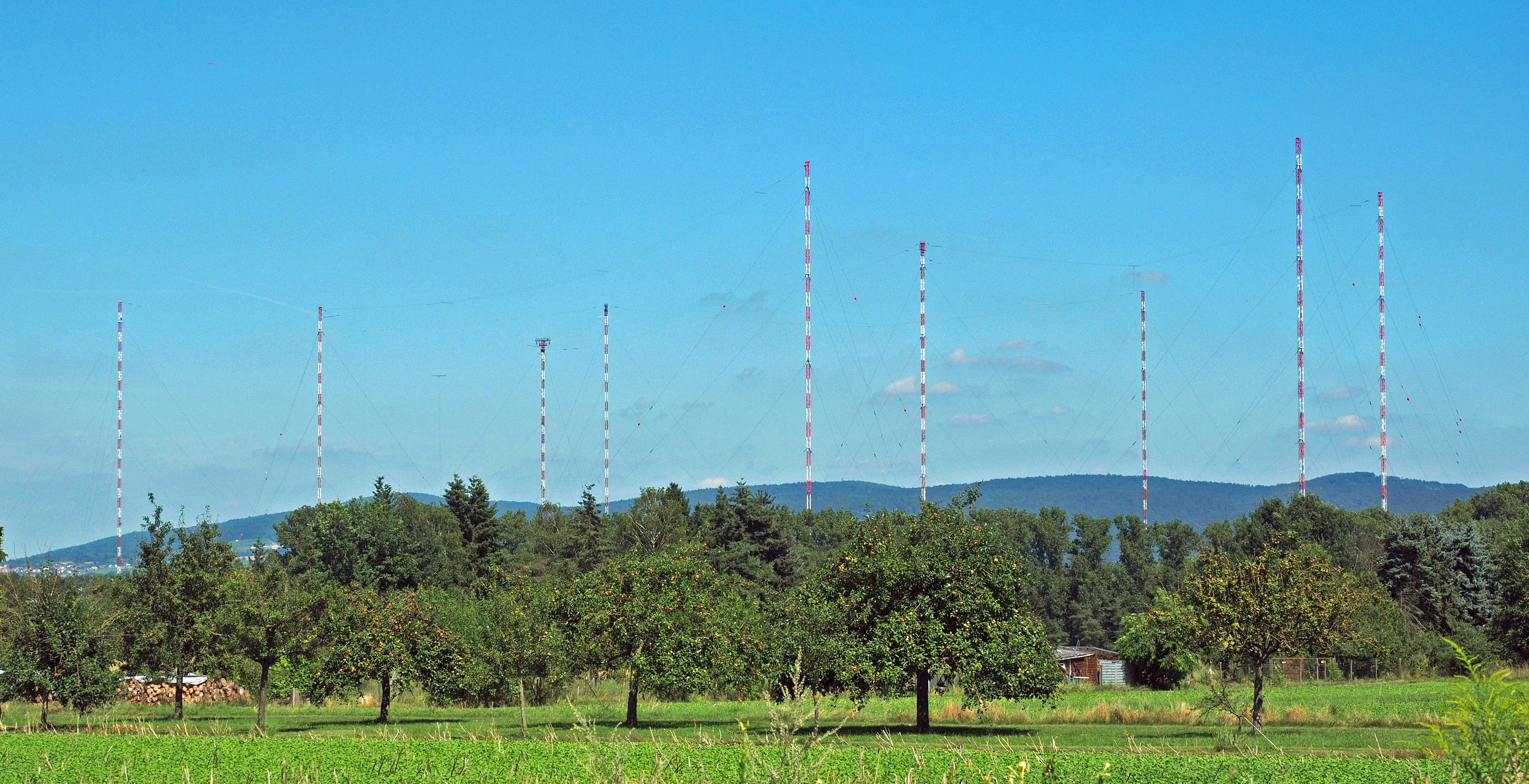
Campo de antenas formado por el sistema radiante de Mainflingen

### Emisoras
La emisora principal, transistorizada, que se puso en funcionamiento en enero de 1998, transmite con 50 kW de potencia nominal y sustituyó la anterior emisora de válvulas, también de 50 kW, que se usa como reserva de la emisora principal.

### Sistema radiante
El sistema radiante está compuesto por un campo de antenas omnidireccionales formadas por monopolos verticales con carga capacitiva. El que está conectado a la emisora principal mide apenas 150 m de altura y el que está conectado a la emisora reserva mide 200 m. En ambos casos, la potencia radiada PIRE —Potencia Isotrópica Radiada Equivalente— se encuentra entre los 30 kW y 35 kW

### Generador de la señal
La señal del DCF77 se genera en la propia estación de radio de Mainflingen, en una sala climatizada construida a finales de octubre de 2006 para este fin, en tres sistemas, alimentados cada uno por otros tres relojes atómicos del PTB, que generan la onda portadora de la emisora y del código de tiempo DCF77. Finalmente, el sistema de monitorización de la señal se realiza desde Brunswick.

## Señal

### La señal horaria

Señal de AM de DCF77 en función del tiempo

La emisión transporta una señal de datos de 1 bit/s codificada en ancho de pulso y modulada en amplitud. La onda portadora se modula en amplitud con las marcas de segundo: al comienzo de cada segundo —exceptuando del último segundo de cada minuto, usado como identificador del inicio del minuto siguiente— la amplitud se reduce durante 0.1 s o 0,2 s sincronizando la fase con la onda portadora. La amplitud restante permite obtener una oscilación continua de la portadora y así facilita el uso como una señal de frecuencia patrón. La duración variable de las marcas de segundo sirve para la codificación binaria de tiempo y fecha.
La misma señal de datos está modulada en fase sobre la portadora usando una secuencia pseudoaleatoria de 512 bits de tamaño —modulación de espectro ensanchado por secuencia directa—.
Los datos transmitidos que se repiten cada minuto son:
- los bits de la fecha y hora actuales;
- un bit de alarma de un segundo intercalar;
- un bit de anuncio de cambio inminente al horario de verano, o viceversa;
- un bit de horario de verano;
- un bit de identificación de operación del transmisor anormal;
- varios bits de paridad.

### Señal de emergencia de defensa civil experimental
Desde 2003, 14 bits anteriormente sin uso del código horario se están usando para señales de emergencia de Defensa Civil. Este aún es un servicio experimental que tiene por objeto ser el substituto de la red alemana de Sirenas de Defensa Civil.
El prefijo radiofónico representa: D=Deutschland (Alemania), C=señal de onda larga, F=Fráncfort, 77=frecuencia: 77,5 kHz. Hasta el año 2004 se transmitía tres veces por hora en código morse.
Los relojes controlados por radio han sido muy populares en Europa desde el final de los años 80 y la mayoría usa la señal DCF77 para ajustar la hora automáticamente.